# 大日本帝国憲法第75条
大日本帝国憲法第75条（だいにほん/だいにっぽん ていこくけんぽう だい75じょう）は、第7章補則に置かれた条文である。

## 現代風表記
憲法及び皇室典範は、摂政を置いている間、これを変更することはできない。

## 関連
占領期において松本烝治らが提案した「憲法改正私案（一月四日稿）」（松本私案）では、本条と第32条・第61条が削除対象とされていた。松本私案を基に作成された「憲法改正要綱」（松本試案）においても本条は第31条・第32条とともに全文削除対象であった。
連合国軍最高司令官総司令部（GHQ）をこの条文における摂政と解釈して日本国憲法無効論を展開している論者もいる。